# لوريتو أتشارانديو
لوريتو أتشارانديو سانشيز مارين (مواليد 13 سبتمبر 1991) هي لاعبة جمباز إيقاعي إسبانية، ولدت في مدريد. شاركت في الألعاب الأولمبية الصيفية 2012 في لندن، وبطولة العالم للجمباز الإيقاعي للأعوام 2009 و 2010 و 2011.